# فارادی (دهانه)
فارادی یک دهانه برخوردی در ماه‌ است.

## دهانه‌های اقماری
این دهانه ۶ دهانه اقماری دارد.
| Faraday | عرض جغرافیایی | طول جغرافیایی | قطر          |
| ------- | ------------- | ------------- | ------------ |
| A       | ۴۱.۵° S       | ۹.۷° E        | ۲۱.۰ کیلومتر |
| C       | ۴۳.۳° S       | ۸.۱° E        | ۳۰.۰ کیلومتر |
| D       | ۴۳.۷° S       | ۹.۶° E        | ۱۴.۰ کیلومتر |
| G       | ۴۵.۸° S       | ۱۰.۱° E       | ۳۱.۰ کیلومتر |
| H       | ۴۵.۰° S       | ۱۰.۳° E       | ۱۲.۰ کیلومتر |
| K       | ۴۲.۶° S       | ۱۰.۳° E       | ۷.۰ کیلومتر  |